# Заречный (Курагинский район)
Заречный — посёлок в Курагинском районе Красноярского края. Входит в состав Детловского сельсовета. Выделен в 1989 году из Марининского сельсовета.

## История
В 1968 г. указом президиума ВС РСФСР поселок при ферме № 4 Курагинского совхоза переименован в Заречный.

## Население
| 2010 |
| ---- |
| 93   |